# The Beatles: Get Back
«The Beatles: Get Back» («Бітлз: Повернись», за назвою пісні Get Back) — документальний фільм режисера і продюсера Пітера Джексона, присвячений історії запису альбому Let It Be британською рок-групою The Beatles. Фільм заснований на раніше не виданих відеозаписах, які було знято для фільму «Нехай буде так».
Прем'єра фільму з трьох частин відбулася на Disney+ послідовно 25, 26 та 27 листопада 2021 року, загальна тривалість — майже вісім годин. Критики дуже схвального відгукнулися про нього, відзначивши його історичну важливість, гарне висвітлення творчого процесу гурту, хоча деякі вважають тривалість завеликою. Оглядачі зазначили, що фільм ставить під сумнів усталений погляд, що створення Let It Be характеризувалося тільки напругою між музикантами, замість цього показуючи піднесенішу сторону.

## Історія створення
30 січня 2019 року, в 50-ту річницю «Концерту на даху», останнього виступу «Бітлз», Пітер Джексон оголосив про свій намір створити документальний фільм про запис альбому «Бітлз» Let It Be 1970 року. Як і у випадку попередньої роботи режисера, документального фільму про солдатів Першої світової війни «Вони ніколи не стануть старшими», фільм про «Бітлз» засновано на великому обсязі раніше не виданого матеріалу — близько 55 годин відео- і 140 годин аудіозаписів. Одним із завдань, яке поставили перед собою Джексон і його команда — по-новому поглянути на той період в історії «Бітлз», який традиційно вважається затьмареним конфліктами між учасниками групи. Значна частина відеозаписів була свого часу записана для фільму «Нехай буде так», що вийшов у 1970 році.
Крім знімальної групи, в роботі над фільмом взяли участь нині живі «бітли» Пол Маккартні і Рінго Старр, а також вдови Джона Леннона і Джорджа Гаррісона — Йоко Оно і Олівія Гаррісон. Пол Маккартні сказав: «Я дійсно дуже радий, що Пітер вирішив зануритися в архіви, щоб зробити правдивий фільм про спільний запис „Бітлз“», тоді як Рінго Старр висловився з приводу періоду, відображеного у фільмі, наступним чином: «Тоді протягом багатьох годин ми просто сміялися і грали музику, це було зовсім не так, як в ранішому фільмі. Було багато веселощів, і я сподіваюся, що Пітер покаже це».

## Випуск
11 березня 2020 року Walt Disney Studios оголосили про купівлю прав на міжнародну дистрибуцію майбутнього документального фільму, що отримав назву The Beatles: Get Back. Випуск фільму був спочатку запланований Walt Disney Studios Motion Pictures на 4 вересня 2020 року, з прем'єрою в США і Канаді. Однак 12 червня, у зв'язку з пандемією коронавірусу, вихід фільму був відкладений до 27 серпня 2021 року.
20 грудня 2020 року на Ютюб-канал The Beatles був викладений 6-хвилинний запис, в якому Пітер Джексон розповідає про майбутній фільм, а також представляє фрагменти з нього, які йдуть під пісню Get Back. Режисер повідомив також, що в даний момент змонтована приблизно половина фільму.
17 червня 2021 оголошено, що The Beatles: Get Back вийде в трьох частинах на Disney+ на День подяки, тобто 25, 26 і 27 листопада 2021, а кожен епізод триватиме понад дві години. 16 листопада 2021 Маккартні відвідав прем'єру The Beatles: Get Back у Сполученому королівстві.